# F/A-18 Interceptor
Az F/A-18 Interceptor egy harci repülésszimulátor, amelyet az Intellisoft fejlesztett és az Electronic Arts adott ki az Amiga platformon 1988-ban. A játékos főleg az F/A-18 Hornet-et repül, de az F-16 Fighting Falcon is elérhető műrepülésre. szabad repülésre és az első küldetésre. A játék címével ellentétben az igazi F/A-18 nem igazi elfogó repülőgép, ehelyett többcélú hajó elleni csapásmérő vadászgépnek tervezték.
A játék a San Francisco-öböl környékén játszódik. A figyelemre méltó tereptárgyak közé tartozik a Golden Gate híd, a San Francisco–Oakland Bay Bridge és az Alcatraz-sziget. Az Electronic Arts San Mateo-i központja is látható. A játékos a következő repülőterekről is fel- és leszállhat: San Francisco International Airport, Oakland International Airport, Moffett Federal Airfield és az USS Enterprise, amely körülbelül 20 mérföldnyire horgonyoz a parttól.